# Lysabild
Lysabild is een plaats in de Deense regio Zuid-Denemarken, gemeente Sønderborg, en telt 591 inwoners (2008).